# Primera División de España 1951-52
La temporada 1951/52 de la Primera División de España de fútbol, correspondiente a la 21.ª edición del campeonato, comenzó el 9 de septiembre de 1951 y terminó el domingo 13 de abril de 1952.
El C. F. Barcelona logró el título por quinta vez en su historia. El equipo logró su primer doblete Liga-Copa al ganar también la Copa del Generalísimo de fútbol 1952, el primero de su historia.

## Sistema de competición
El torneo estuvo organizado por la Federación Española de Fútbol.
Como en la temporada precedente, participaron 16 equipos de toda la geografía española, encuadrados en un grupo único. Siguiendo un sistema de liga, se enfrentaron todos contra todos en dos ocasiones -una en campo propio y otra en campo contrario- durante un total de 30 jornadas. El orden de los encuentros se decidió por sorteo antes de empezar la competición.
La clasificación se estableció a razón del siguiente sistema de puntuación: dos puntos para el equipo vencedor de un partido, un punto para cada contendiente en caso de empate y cero puntos para el perdedor de un partido. El equipo que más puntos sumó se proclamó campeón de liga.
Los dos últimos clasificados fueron descendidos directamente a la Segunda División de España para la siguiente temporada, siendo reemplazados por los dos campeones de grupo de dicha categoría. Por su parte, los clasificados en 13.ª y 14.ª posición se vieron obligados a disputar una promoción con el segundo y tercer clasificado de cada grupo de la Segunda División. Dicha promoción se jugó en un formato de liguilla, todos contra todos a doble partido, siendo los dos primeros clasificados los que obtuvieron plaza para la siguiente temporada en Primera División.

## Clubes participantes
Esta fue la primera y única temporada del Club Atlético Tetuán en la categoría, siendo el único club del desaparecido Protectorado español de Marruecos en jugar en la Primera División de España.
| Equipo                           | Ciudad                     | Estadio       | Aforo  |
| -------------------------------- | -------------------------- | ------------- | ------ |
| Atlético de Bilbao               | Bilbao                     | San Mamés     | 33.000 |
| Club Atlético de Madrid          | Madrid                     | Metropolitano | 40.000 |
| Club Atlético de Tetuán          | Tetuán                     | Varela        | 10.000 |
| Club de Fútbol Barcelona         | Barcelona                  | Las Corts     | 45.000 |
| Real Club Celta                  | Vigo                       | Balaidos      | 14.000 |
| Real Club Deportivo de La Coruña | La Coruña                  | Riazor        | 20.000 |
| Real Club Deportivo Español      | Barcelona                  | Sarriá        | 18.704 |
| Real Gijón                       | Gijón                      | El Molinón    | 21.500 |
| Unión Deportiva Las Palmas       | Las Palmas de Gran Canaria | Insular       | 12.000 |
| Real Madrid Club de Fútbol       | Madrid                     | Chamartín     | 70.000 |
| Real Santander                   | Santander                  | El Sardinero  | 21.800 |
| Real Sociedad de Fútbol          | San Sebastián              | Atocha        | 19.000 |
| Sevilla Club de Fútbol           | Sevilla                    | Nervión       | 22.000 |
| Valencia Club de Fútbol          | Valencia                   | Mestalla      | 20.000 |
| Real Valladolid Deportivo        | Valladolid                 | Municipal     | 17.000 |
| Real Zaragoza Club Deportivo     | Zaragoza                   | Torrero       | 19.837 |

## Clasificación

### Clasificación final
| Pos. | Equipo                    | Pts. | PJ | G  | E  | P  | GF | GC | Dif. | Clasificación                     |
| ---- | ------------------------- | ---- | -- | -- | -- | -- | -- | -- | ---- | --------------------------------- |
| 1    | C. F. Barcelona (C)       | 43   | 30 | 19 | 5  | 6  | 92 | 43 | +49  | Doblete nacional                  |
| 2    | Atlético de Bilbao        | 40   | 30 | 17 | 6  | 7  | 78 | 46 | +32  |                                   |
| 3    | Real Madrid C. F.         | 38   | 30 | 16 | 6  | 8  | 79 | 50 | +29  |                                   |
| 4    | Atlético de Madrid        | 37   | 30 | 16 | 5  | 9  | 80 | 57 | +23  |                                   |
| 5    | Valencia C. F.            | 35   | 30 | 15 | 5  | 10 | 68 | 51 | +17  |                                   |
| 6    | Sevilla C. F.             | 32   | 30 | 14 | 4  | 12 | 69 | 57 | +12  |                                   |
| 7    | R. C. D. Español          | 32   | 30 | 14 | 4  | 12 | 69 | 62 | +7   |                                   |
| 8    | Real Valladolid           | 29   | 30 | 9  | 11 | 10 | 47 | 43 | +4   |                                   |
| 9    | R. C. Celta de Vigo       | 27   | 30 | 12 | 3  | 15 | 64 | 66 | −2   |                                   |
| 10   | Real Sociedad             | 26   | 30 | 11 | 4  | 15 | 60 | 59 | +1   |                                   |
| 11   | R. C. Deportivo La Coruña | 25   | 30 | 10 | 5  | 15 | 46 | 70 | −24  |                                   |
| 12   | Real Zaragoza             | 25   | 30 | 10 | 5  | 15 | 54 | 73 | −19  |                                   |
| 13   | Real Gijón                | 25   | 30 | 10 | 5  | 15 | 49 | 75 | −26  | Acceso a Promoción de permanencia |
| 14   | Real Santander S. D.      | 25   | 30 | 9  | 7  | 14 | 45 | 65 | −20  | Acceso a Promoción de permanencia |
| 15   | U. D. Las Palmas (D)      | 22   | 30 | 9  | 4  | 17 | 36 | 85 | −49  | Descenso a Segunda División       |
| 16   | Atlético de Tetuán (D)    | 19   | 30 | 7  | 5  | 18 | 51 | 85 | −34  | Descenso a Segunda División       |

 Fuente: BDFutbol
Criterios de clasificación: Puntos · Diferencia de goles · Goles a favor · Play-off

### Evolución de la clasificación
| Equipo / Jornada       | 01 | 02 | 03 | 04 | 05 | 06 | 07 | 08 | 09 | 10 | 11 | 12 | 13 | 14 | 15 | 16 | 17 | 18 | 19 | 20 | 21 | 22 | 23 | 24 | 25 | 26 | 27 | 28 | 29 | 30 |
| ---------------------- | -- | -- | -- | -- | -- | -- | -- | -- | -- | -- | -- | -- | -- | -- | -- | -- | -- | -- | -- | -- | -- | -- | -- | -- | -- | -- | -- | -- | -- | -- |
| FC Barcelona           | 10 | 11 | 9  | 10 | 10 | 10 | 10 | 9  | 6  | 7  | 7  | 6  | 5  | 4  | 4  | 3  | 2  | 2  | 2  | 2  | 2  | 2  | 1  | 1  | 1  | 1  | 1  | 1  | 1  | 1  |
| Athletic Club          | 3  | 7  | 4  | 4  | 4  | 5  | 4  | 5  | 3  | 2  | 5  | 3  | 2  | 2  | 1  | 2  | 5  | 3  | 3  | 3  | 5  | 5  | 5  | 4  | 4  | 4  | 3  | 2  | 3  | 2  |
| Real Madrid            | 1  | 1  | 6  | 8  | 7  | 6  | 7  | 7  | 7  | 6  | 6  | 4  | 4  | 3  | 3  | 1  | 1  | 1  | 1  | 1  | 1  | 1  | 2  | 2  | 3  | 2  | 2  | 3  | 2  | 3  |
| Atlético Madrid        | 4  | 3  | 3  | 2  | 1  | 1  | 1  | 1  | 1  | 1  | 1  | 2  | 1  | 1  | 2  | 5  | 4  | 5  | 4  | 4  | 3  | 3  | 3  | 3  | 2  | 3  | 4  | 4  | 4  | 4  |
| Valencia CF            | 2  | 2  | 1  | 1  | 2  | 3  | 2  | 3  | 2  | 3  | 2  | 1  | 3  | 6  | 5  | 4  | 3  | 4  | 5  | 5  | 4  | 4  | 4  | 5  | 5  | 5  | 5  | 5  | 5  | 5  |
| Sevilla CF             | 5  | 10 | 8  | 6  | 5  | 2  | 5  | 4  | 5  | 4  | 3  | 5  | 7  | 7  | 7  | 7  | 7  | 6  | 6  | 6  | 6  | 6  | 6  | 6  | 6  | 6  | 6  | 6  | 6  | 6  |
| RCD Español            | 7  | 4  | 2  | 3  | 3  | 4  | 3  | 2  | 4  | 5  | 4  | 7  | 6  | 5  | 6  | 6  | 6  | 7  | 7  | 7  | 7  | 7  | 7  | 7  | 7  | 7  | 7  | 7  | 7  | 7  |
| Real Valladolid        | 16 | 5  | 5  | 5  | 6  | 9  | 6  | 8  | 9  | 11 | 9  | 8  | 9  | 10 | 9  | 11 | 10 | 13 | 10 | 9  | 8  | 9  | 8  | 8  | 8  | 8  | 8  | 8  | 8  | 8  |
| Celta de Vigo          | 14 | 6  | 11 | 9  | 11 | 12 | 15 | 14 | 15 | 14 | 15 | 12 | 14 | 15 | 13 | 13 | 13 | 9  | 8  | 8  | 9  | 8  | 10 | 9  | 9  | 9  | 10 | 9  | 9  | 9  |
| Real Sociedad          | 13 | 14 | 15 | 12 | 14 | 15 | 13 | 12 | 11 | 10 | 10 | 10 | 8  | 9  | 11 | 9  | 11 | 8  | 11 | 13 | 11 | 13 | 9  | 11 | 12 | 10 | 9  | 10 | 10 | 10 |
| Deportivo de La Coruña | 6  | 12 | 10 | 11 | 9  | 8  | 9  | 10 | 10 | 9  | 8  | 9  | 10 | 8  | 8  | 10 | 8  | 11 | 9  | 11 | 10 | 10 | 11 | 12 | 11 | 11 | 11 | 11 | 14 | 11 |
| Real Zaragoza          | 8  | 9  | 13 | 14 | 13 | 11 | 12 | 11 | 12 | 12 | 12 | 13 | 11 | 11 | 10 | 8  | 9  | 12 | 13 | 12 | 14 | 12 | 13 | 13 | 13 | 14 | 13 | 12 | 11 | 12 |
| Sporting de Gijón      | 12 | 15 | 16 | 15 | 12 | 13 | 11 | 13 | 13 | 16 | 13 | 14 | 13 | 12 | 12 | 12 | 12 | 10 | 12 | 10 | 13 | 14 | 14 | 14 | 14 | 13 | 12 | 13 | 12 | 13 |
| Racing de Santander    | 9  | 8  | 7  | 7  | 8  | 7  | 8  | 6  | 8  | 8  | 11 | 11 | 12 | 13 | 15 | 14 | 14 | 14 | 14 | 14 | 12 | 11 | 12 | 10 | 10 | 12 | 14 | 14 | 13 | 14 |
| UD Las Palmas          | 15 | 16 | 14 | 16 | 16 | 14 | 16 | 16 | 16 | 15 | 16 | 16 | 16 | 16 | 16 | 16 | 16 | 16 | 16 | 15 | 15 | 15 | 15 | 15 | 15 | 15 | 15 | 15 | 15 | 15 |
| Atlético Tetuán        | 11 | 13 | 12 | 13 | 15 | 16 | 14 | 15 | 14 | 13 | 14 | 15 | 15 | 14 | 14 | 15 | 15 | 15 | 15 | 16 | 16 | 16 | 16 | 16 | 16 | 16 | 16 | 16 | 16 | 16 |

### Promoción de permanencia
| Pos. | Equipo               | Pts. | PJ | G | E | P | GF | GC | Dif. | Clasificación                 |
| ---- | -------------------- | ---- | -- | - | - | - | -- | -- | ---- | ----------------------------- |
| 1    | C. D. Mestalla       | 14   | 10 | 5 | 4 | 1 | 27 | 10 | +17  |                               |
| 2    | Real Gijón           | 13   | 10 | 5 | 3 | 2 | 20 | 14 | +6   | Permanece en Primera División |
| 3    | Real Santander S. D. | 11   | 10 | 5 | 1 | 4 | 27 | 20 | +7   | Permanece en Primera División |
| 4    | C. D. Alcoyano       | 9    | 10 | 4 | 1 | 5 | 23 | 0  | +23  |                               |
| 5    | C. D. Logroñés       | 8    | 10 | 3 | 2 | 5 | 11 | 21 | −10  |                               |
| 6    | Club Ferrol          | 5    | 10 | 2 | 1 | 7 | 13 | 0  | +13  |                               |

 Fuente: Resultados Futbol
Criterios de clasificación: Puntos · Diferencia de goles · Goles a favor · Play-off
Notas:
1. ↑  El C. D. Mestalla renunció a su ascenso por tratarse de un equipo filial del Valencia C. F. de Primera División.

| Local \ Visitante | ALC | FER  | GIJ | LOG | MES | RSA |
| ----------------- | --- | ---- | --- | --- | --- | --- |
| C. D. Alcoyano    | —   | 4–3  | 3–4 | 7–2 | 2–2 | 4–2 |
| Club Ferrol       | 1–0 | —    | 1–3 | 2–0 | 1–4 | 3–7 |
| Real Gijón        | 1–2 | 2–1  | —   | 1–0 | 1–1 | 3–0 |
| C. D. Logroñés    | 1–0 | 1–1  | 3–2 | —   | 1–1 | 2–0 |
| C. D. Mestalla    | 2–0 | 4–0  | 2–2 | 5–1 | —   | 6–1 |
| Real Santander    | 3–1 | 10–0 | 1–1 | 2–0 | 1–0 | —   |

## Resultados
| Local \ Visitante         | ATH | ATM | ATT | BAR | CEL | DEP | ESP | GIJ | LAS | RMA | RSA | RSO | SEV | VAL | VLD | ZAR  |
| ------------------------- | --- | --- | --- | --- | --- | --- | --- | --- | --- | --- | --- | --- | --- | --- | --- | ---- |
| Atlético de Bilbao        | —   | 7–3 | 3–1 | 0–3 | 4–2 | 4–1 | 2–1 | 4–2 | 7–0 | 1–1 | 0–1 | 4–1 | 2–0 | 2–0 | 1–0 | 10–1 |
| Atlético de Madrid        | 1–2 | —   | 8–0 | 1–1 | 2–1 | 3–1 | 3–3 | 7–3 | 4–0 | 3–2 | 7–2 | 3–1 | 2–1 | 4–0 | 1–1 | 2–1  |
| Atlético de Tetuán        | 1–2 | 4–1 | —   | 2–5 | 2–1 | 2–0 | 3–3 | 3–1 | 2–2 | 3–3 | 5–1 | 3–1 | 3–4 | 1–1 | 2–2 | 0–1  |
| C. F. Barcelona           | 1–0 | 5–2 | 3–2 | —   | 6–1 | 6–1 | 2–0 | 9–0 | 7–0 | 4–2 | 7–1 | 3–1 | 5–3 | 1–3 | 0–0 | 4–1  |
| R. C. Celta de Vigo       | 4–1 | 0–3 | 7–0 | 1–2 | —   | 6–1 | 3–3 | 4–1 | 5–2 | 3–2 | 3–0 | 3–1 | 2–0 | 1–1 | 2–1 | 4–1  |
| R. C. Deportivo La Coruña | 3–1 | 1–3 | 2–3 | 1–1 | 3–0 | —   | 3–1 | 4–1 | 3–1 | 1–1 | 2–1 | 2–1 | 1–1 | 3–2 | 1–1 | 2–1  |
| R. C. D. Español          | 3–3 | 3–1 | 4–1 | 1–0 | 0–2 | 3–1 | —   | 3–0 | 2–0 | 4–3 | 4–1 | 4–1 | 4–3 | 2–3 | 3–0 | 4–0  |
| Real Gijón                | 1–1 | 0–2 | 3–1 | 3–2 | 1–1 | 0–2 | 3–1 | —   | 4–1 | 2–3 | 3–2 | 2–1 | 4–0 | 2–0 | 1–1 | 2–2  |
| U. D. Las Palmas          | 1–1 | 1–3 | 4–1 | 0–2 | 2–1 | 3–2 | 1–0 | 2–0 | —   | 1–4 | 1–1 | 1–0 | 1–0 | 5–3 | 1–1 | 4–2  |
| Real Madrid C. F.         | 2–2 | 2–1 | 4–2 | 5–1 | 4–1 | 3–2 | 6–1 | 5–1 | 5–1 | —   | 2–0 | 0–0 | 5–2 | 3–1 | 2–0 | 2–1  |
| Real Santander            | 3–1 | 2–2 | 4–0 | 0–3 | 3–0 | 3–1 | 1–0 | 1–2 | 4–0 | 0–3 | —   | 2–4 | 3–1 | 2–1 | 2–2 | 2–2  |
| Real Sociedad             | 1–4 | 6–1 | 1–0 | 4–2 | 4–1 | 7–1 | 3–0 | 1–2 | 3–0 | 3–1 | 1–1 | —   | 3–3 | 1–2 | 3–1 | 2–0  |
| Sevilla C. F.             | 2–0 | 3–1 | 3–2 | 3–0 | 3–1 | 2–0 | 3–2 | 3–3 | 5–0 | 4–1 | 5–0 | 2–2 | —   | 6–1 | 4–1 | 2–1  |
| Valencia C. F.            | 2–3 | 3–0 | 5–1 | 2–2 | 7–2 | 3–0 | 4–1 | 3–0 | 3–0 | 2–1 | 1–1 | 4–0 | 2–0 | —   | 3–0 | 2–2  |
| Real Valladolid           | 2–2 | 1–1 | 3–0 | 1–1 | 3–0 | 5–0 | 1–3 | 4–1 | 4–1 | 2–1 | 1–1 | 4–1 | 2–1 | 1–2 | —   | 1–0  |
| Real Zaragoza             | 2–4 | 0–5 | 3–1 | 2–4 | 3–2 | 1–1 | 5–6 | 2–1 | 6–0 | 1–1 | 1–0 | 3–2 | 3–0 | 4–2 | 2–1 | —    |

## Máximos goleadores
| #   | Jugador         | Equipo           | Goles |
| --- | --------------- | ---------------- | ----- |
| 1º  | Pahiño          | Real Madrid      | 28    |
| 2.º | Ladislao Kubala | FC Barcelona     | 27    |
| 3.º | Manuel Hermida  | RC Celta de Vigo | 22    |
| 4.º | César Rodríguez | F. C. Barcelona  | 21    |